# Anthophora punctilabris
Anthophora punctilabris är en biart som beskrevs av Pérez 1879. Anthophora punctilabris ingår i släktet pälsbin, och familjen långtungebin. Inga underarter finns listade i Catalogue of Life.